# Stelios Malezas
Stylianos "Stelios" Malezas (grekiska: Στυλιανός "Στέλιος" Μαλεζάς), född 11 mars 1985 i Katerini, Grekland, är en grekisk fotbollsspelare som spelar som försvarare för Xanthi i den grekiska Superligan. Malezas började sin karriär i AEP Katerini och flyttade till PAOK år 2003. Han spelar numera mestadels som mittback, men tidigare ofta som mittfältare. Den 6 februari 2009 skrev han nytt kontrakt med PAOK, vilket sträckte sig fram till år 2013.